# Muhannad Assiri
Muhannad Ahmed Abu Radeah Assiri (en árabe: مهند أحمد أبو رديه عسيري; Muhayil, Arabia Saudita, 14 de octubre de 1986) es un exfutbolista saudí que jugaba como delantero.

## Selección nacional
Fue internacional con la selección de Arabia Saudita en 19 ocasiones y convirtió 4 goles. Hizo su debut el 9 de octubre de 2010 en un amistoso contra Uzbekistán, marcando dos goles en lo que finalizó en victoria saudí por 4-0.
El 4 de junio de 2018, el entrenador Juan Antonio Pizzi lo incluyó en la lista de veintitrés jugadores que disputarían la Copa del Mundo de 2018 en Rusia.

### Participaciones en Copas del Mundo
| Mundial                        | Sede  | Resultado      | Partidos | Goles |
| ------------------------------ | ----- | -------------- | -------- | ----- |
| Copa Mundial de Fútbol de 2018 | Rusia | Fase de grupos | 2        | 0     |

### Participaciones en Copas Asiáticas
| Copa               | Sede  | Resultado      | Partidos | Goles |
| ------------------ | ----- | -------------- | -------- | ----- |
| Copa Asiática 2011 | Catar | Fase de grupos | 0        | 0     |

## Clubes
| Club      | País           | Año       |
| --------- | -------------- | --------- |
| Al-Wehda  | Arabia Saudita | 2008-2013 |
| Al-Shabab | Arabia Saudita | 2013-2014 |
| Al-Ahli   | Arabia Saudita | 2014-2021 |

## Palmarés

### Campeonatos nacionales
| Título                               | Club      | País           | Año  |
| ------------------------------------ | --------- | -------------- | ---- |
| Copa del Rey de Campeones            | Al-Shabab | Arabia Saudita | 2014 |
| Copa del Príncipe de la Corona Saudí | Al-Ahli   | Arabia Saudita | 2015 |
| Liga Profesional Saudí               | Al-Ahli   | Arabia Saudita | 2016 |
| Copa del Rey de Campeones            | Al-Ahli   | Arabia Saudita | 2016 |
| Supercopa de Arabia Saudita          | Al-Ahli   | Arabia Saudita | 2016 |